# Palio de Fermo
Le Palio de Fermo est une manifestation populaire italienne très ancienne dont l’apogée est constituée par la Cavalcata dell'Assunta  (Chevauchée de l'Assomption) celle-ci se déroule à Fermo (Marches) le 15 août de chaque année.

## Les origines
Les sources historiques présentes dans les archives de la ville attestent que depuis l’an 998 la Cavalcata dell'Assunta se déroule  annuellement  à Fermo le 15 août.
Elle est dédiée à Notre Dame de l'Assomption (Santa Maria Assunta in Cielo), patronne de la ville, consacrée en la Cathédrale Maria Santa Assunta in Cielo.
La procession religieuse, qui depuis l’église Sainte-Lucie montait jusqu’à la cathédrale et prit le nom de Cavalcata (chevauchée), est bien rendue par une miniature contenue dans le Missel de Firmonibus, document pergaménien réalisé en 1436.
À la Cavalcata participaient les magistrats de la ville, les notables avec leur cour, les représentants des arts et métiers, les délégations des quatre-vingts châteaux (sujets de l’ancien état) qui offraient aussi leur palio. Tous faisaient des donations en argent ou en nature. Les vicaires des châteaux, montant leurs chevaux, fermaient le cortège.
Le premier document  qui relate de l’obligation d’offrir un palio de la part des châteaux date de 1182. À ce moment-là on comptait 3 châteaux : Monterubbiano, Montotto et Cuccure). Cette obligation confirme que la Cavalcata avait une signification religieuse mais aussi politique.
Les statuts de la ville de Fermo datant du XIIIe siècle définissaient le règlement concernant le déroulement des manifestations, (course de chevaux, jeu de l’anneau, joute du taureau, spada stora et la quintana qui sont parmi les plus anciennes d’Italie et bien antérieures à celles des régions avoisinantes. Alternant périodes de décadence et de fastes, la Cavalcata  abolie  par Napoléon en 1808  fut rétablie après le congrès de Vienne. Elle fut arrêtée définitivement  en 1860 avec l’arrivée des Piémontais. L’édition moderne date de 1982.

## La course du Palio
La course du Palio se déroule en fin d'après-midi : (de mane ante pranddium).
Le nombre de quartiers (contrade) participants est de 10. Chaque contrada présente un cheval et un jockey à ses couleurs. La confrontation se déroule en trois courses (tensione) de 5 concurrents. Les deux premières constituées de 5 concurrents chacune (après tirage au sort) constituent les demi- finales. Les deux premiers de chaque tensione et le meilleur troisième se disputent la finale. Après lecture du règlement et tirage au sort du placement à la corde, les concurrents prennent place au départ de l’épreuve à Porte S. Francesco. Au signal ils se lancent dans les rues de la cité jusqu’à l’arrivée jugée au palais communal. Le gagnant est celui qui à la troisième tensione franchit en premier la ligne d’arrivée.
Le gagnant remporte le palio, un étendard en soie précieuse.
Après la remise des prix, la soirée se termine par un feu d'artifice.

## Les dix quartiers ( contrade)

### Contradehistoriques
- Pila
- San Bartolomeo
- Campolege
- Castello
- San Martino
- Fiorenza

### Contradeajoutées
- Capodarco
- Torre di Palme
- Campiglione
- Molini Girola

## Tableau d'honneur
| Année | Quartier vainqueur | Cavalier             | Cheval             |
| ----- | ------------------ | -------------------- | ------------------ |
| 2018  | Fiorenza           | Nino Manca           | Calliope da Clodia |
| 2017  | Castello           | Adrian Topalli       | Briccona da Clodia |
| 2016  | Fiorenza           | Simone Mereu         | Freezer            |
| 2015  | Capodarco          | Silvano Mulas        | Il Nonno           |
| 2014  | Campiglione        | Cristiano Di Stasio  | Mistero            |
| 2013  | Castello           | Andrea Collabolletta | Zeus               |
| 2012  | Campolege          | Angelo Cucinella     | Central Park       |
| 2011  | Fiorenza           | Giulio Chioffi       | Sir Franco         |
| 2010  | Molini Girola      | Alberto Antinori     | Ultimo             |
| 2009  | Capodarco          | Antonio Radichella   | Teocrito           |
| 2008  | Campolege          | Michele Santoro      | Tissà              |
| 2007  | Campolege          | Giovanni Formica     | Giorgione          |
| 2006  | Campiglione        | Stefano Lobina       | Skanderberg        |
| 2005  | Fiorenza           | Stefano Mattù        | Bello di Notte     |
| 2004  | San Bartolomeo     | Sergio Costantini    | Donatello II       |
| 2003  | Torre di Palme     | Giacomo Sandroni     | Drago              |
| 2002  | San Martino        | Angelo Cucinella     | Relative Jours     |
| 2001  | San Martino        | Stefano Lobina       | Boldrous           |
| 2000  | Torre di Palme     | Gianluca Concetti    | Chen Damy          |
| 1999  | Campiglione        | Karim Mechergui      | Love Lady          |
| 1998  | Torre di Palme     | Sergio Costantini    | Silver Ground      |
| 1997  | Campolege          | Gianluca Concetti    | Cerro da Romano    |
| 1996  | San Bartolomeo     | Roberto Cognigni     | Double Speed       |
| 1995  | San Bartolomeo     | Roberto Cognigni     | Green Storm        |
| 1994  | San Bartolomeo     | Sergio Costantini    | Caomet             |
| 1993  | Campiglione        | Gianluca Concetti    | Borgo Franco       |
| 1992  | Torre di Palme     | Gianluca Concetti    | Donatello          |
| 1991  | Capodarco          | Massimo Vita         | Madonna            |
| 1990  | San Bartolomeo     | Gianluca Concetti    | Tulipano           |
| 1989  | Capodarco          | Giuseppe Prosperi    | Frida              |
| 1988  | San Bartolomeo     | Massimo Vita         | Max                |
| 1987  | Castello           | Giacomo Sandroni     | Kabir              |
| 1986  | Molini Girola      | Gianluca Concetti    | El Bandido         |
| 1985  | Torre di Palme     | Silvana Graup        | Mandingo           |
| 1984  | Capodarco          | Paolo Ridolfi        | Roy                |
| 1983  | Molini Girola      | Sergio Costantini    | King               |
| 1982  | Pila               | Rosita Quintili      | Miseno             |

## Sources
- (it) Cet article est partiellement ou en totalité issu de l’article de Wikipédia en italien intitulé « Palio dell'Assunta (Fermo) » (voir la liste des auteurs).